# Ana María Cué
Ana María Cué (Rosario, 19 de febrero de 1941) es una pianista, profesora universitaria y poetisa argentina.
En las últimas cuatro décadas ha desplegado una sostenida actividad artística y docente en Argentina, Brasil, Canadá y Estados Unidos.
Es conocida por su labor pianística en la Argentina y en el exterior.

## Biografía
Estudió en la Escuela de Música de la Facultad de Humanidades y Artes de la Universidad Nacional de Rosario con profesores como Antonio de Raco, Arminda Canteros, Simón Blech y Luis A. Machado. Se graduó como «profesora superior de música».
Recibió una beca para perfeccionarse en la Universidad DePauw (en Indiana). En 1970 ―a los 29 años de edad― obtuvo su maestría en música. Allí también trabajó como profesora en la cátedra de piano.
Durante buena parte de los años setenta ―con el auspicio de la embajada argentina en Quebec (Canadá), el Ministerio de Relaciones Exteriores de Argentina y L’Union des Latins d’Amérique (la Unión de Latinos de América). Como concertista realizó varias giras y como docente desarrolló su actividad en Estados Unidos y en Canadá.
Dentro de un programa cultural dirigido a difundir las obras de compositores latinoamericanos, actuó en las ciudades canadienses de Ottawa, Montreal y Toronto. El crítico del Ottawa Journal observó: «Ana María Cué une a su espléndida técnica la capacidad de interpretar la espiritual profundidad de las grandes obras». Ofreció también recitales en distintas universidades ―incluyendo las de Michigan, Boston, California y Arizona― y en la Sala de las Américas de la OEA (Organización de Estados Americanos) y el Peabody Center Hall, ambos en Washington, culminando en el prestigioso Carnegie Hall (en Nueva York). Esta última presentación fue difundida por la radioemisora La Voz de las Américas, y recibió el comentario consagratorio del prestigioso crítico musical neoyorquino Joseph Horowitz, quien consignó en el diario The New York Times: «Ana María Cué posee una técnica brillante y es una fogosa aunque controlada intérprete, de gran sensibilidad para el color y un imaginativo uso de los pedales».
Su presencia en Latinoamérica también tuvo relevancia. Actuó como solista en el teatro San Pedro (de Porto Alegre), y en el Auditorio de la Universidad de Río Grande do Sul y junto a algunos de las orquestas sinfónicas más prestigiosas de Argentina, como la Orquesta Sinfónica Nacional, la Filarmónica de Buenos Aires y las orquestas sinfónicas provinciales de Santa Fe y de Rosario, bajo la batuta de Juan Carlos Zorzi, Washinton Castro, Jorge Rotter, Guillermo Scarabino y Cristián Hernández Larguía. Realizó música de cámara en dúo con el violonchelista Pedro Farrugia y en otras formaciones de cámara. En 2001 participó en el Primer Festival Martha Argerich, realizado en Rosario, junto a la prestigiosa pianista y a otros artistas internacionales.
Ana María Cué es profesora titular por concurso de la cátedra de piano en la Escuela de Música de la UNR, e integra el cuerpo docente del Instituto Promúsica de Rosario.
Realizó estudios de Letras en la Facultad de Filosofía y Letras de Rosario y actualmente es profesora de Literatura Pianística y Titular por concurso de la Cátedra de Piano en la Escuela de Música de la Facultad de Humanidades y Artes de la Universidad Nacional de Rosario.
En 1972 realizó la edición discográfica del Concertino para piano y 14 instrumentos, del compositor santafesino Virtú Maragno. Por esta grabación recibió el Diploma de Honor ―en el rubro «música argentina»―, de la Fundación Buenos Aires Musical.
En 1972 y 1973, bajo la dirección de la profesora Sara Reitich, realizó una monografía titulada Obtención de material didáctico latinoamericano para la enseñanza de piano.
En el año 2000, como miembro del Grupo de Estudio y Difusión de la Música Argentina de la Universidad Nacional de Rosario, fue invitada a participar en el Congreso Internacional de Didáctica Musical realizado en la ciudad de Bolonia (Italia).

## Poesía[4]
Junto con su dedicación al piano, Cué se ha destacado como poetisa.
- 1970: Poemas monótonos. Rosario: Gráfico Sudilovsky, 55 páginas.[10]
- 1974: Poemas. Rosario: Mantrana 7000.
- 1978: Muestra poética", obra compartida con otros poetas.
- 1978: Dos y dos. Rosario: Laberinto.
- 1989: Cara y cruz. Rosario: El Lagrimal Trifurca.
- 2009: Visiones fugitivas. Rosario: Palabras de Bulevar.[11]

En 2010 presentó un espectáculo de piano, canto y poesía:

Es un recital de música y poesía que denomino Ensayo de vida porque reúno obras de mi repertorio (Scriabin, Liszt y Brahms) a poesías mias y canciones ―porque he musicalizado algunos poemas―, y los entonaré (¡esto es una novedad!). Es un recital nuevo, es todo lo que he hecho: mis dos actividades paralelas, que las uno en este ensayo de vida. [...] Creo que una siempre está ensayando la vida, se podría decir que es un ensayo del ensayo de vida. Y además es nuevo y me estaré ensayando a mí misma.
Ana María Cué

## Premios y distinciones[13]
- 1972: recibe el primer premio «Nueva Poeta 1972» en el certamen nacional organizado por la fundación Dr. Isidoro Steinberg (Buenos Aires).
- 1973: su libro Tiempo ajeno recibe un premio en el Concurso Internacional de Poesía en Castellano «Premio Apollinaire», realizado en Palma de Mallorca (España),
- 1973: segundo premio en el Concurso de Poesía José Pedroni, organizado por la Subsecretaría de Cultura de la Provincia de Santa Fe.
- 1975: recibe el premio Pluma de Plata, otorgado por el Nucleamiento de Escritores Argentinos, sección poesía, de la ciudad de Santa Fe.
- 1979: es distinguida en la selección nacional de Poesía en un concurso organizado por la fundación Givré (en Buenos Aires).
- 2018: declarada Artista Distinguida de la ciudad de Rosario[14][15]

## Colaboraciones y recitales[16]
Publica de manera continua en diarios y revistas especializadas, y realiza recitales poéticos, participando en ciclos organizados por la asociación Amigos del Arte, la Subsecretaría de Cultura de la Provincia de Santa Fe, la Municipalidad de Rosario y otras asociaciones culturales.

## Discografía
- Panorama de la música argentina. Grupo de Estudio y Difusión de la Música Argentina de la UNR (Universidad Nacional de Rosario). Schnitt - Mediatone Studio, en Suiza.
- Concertino para piano y 14 instrumentos, de Virtú Maragno; Ana María Cué (piano). Rosario: Universidad Nacional del Litoral, 1972.
- Música en la Universidad. Música académica latinoamericana; intérpretes varios. Rosario: Universidad Nacional de Rosario, 2010.